# Danh sách đô thị tại Badajoz
Đây là danh sách các đô thị tại tỉnh Badajoz, trong cộng đồng tự trị của Extremadura, Tây Ban Nha.
| Name                      | Population (2002) |
| ------------------------- | ----------------- |
| Acedera                   | 897               |
| Aceuchal                  | 5.344             |
| Ahillones                 | 1.158             |
| Alange                    | 2.038             |
| La Albuera                | 1.799             |
| Alburquerque              | 5.622             |
| Alconchel                 | 2.042             |
| Alconera                  | 737               |
| Aljucén                   | 260               |
| Almendral                 | 1.404             |
| Almendralejo              | 30.784            |
| Arroyo de San Serván      | 3.922             |
| Atalaya                   | 353               |
| Azuaga                    | 8.580             |
| Badajoz                   | 136.851           |
| Barcarrota                | 3.616             |
| Baterno                   | 389               |
| Benquerencia de la Serena | 980               |
| Berlanga                  | 2.637             |
| Bienvenida                | 2.350             |
| Bodonal de la Sierra      | 1.208             |
| Burguillos del Cerro      | 3.243             |
| Cabeza del Buey           | 5.957             |
| Cabeza la Vaca            | 1.610             |
| Calamonte                 | 6.136             |
| Calera de León            | 1.093             |
| Calzadilla de los Barros  | 855               |
| Campanario                | 5.723             |
| Campillo de Llerena       | 1.731             |
| Capilla                   | 212               |
| Carmonita                 | 639               |
| El Carrascalejo           | 75                |
| Casas de Don Pedro        | 1.737             |
| Casas de Reina            | 228               |
| Castilblanco              | 1.293             |
| Castuera                  | 6.989             |
| La Codosera               | 2.309             |
| Cordobilla de Lácara      | 1.026             |
| La Coronada               | 2.409             |
| Corte de Peleas           | 1.297             |
| Cristina                  | 548               |
| Cheles                    | 1.332             |
| Don Álvaro                | 668               |
| Don Benito                | 32.023            |
| Entrín Bajo               | 639               |
| Esparragalejo             | 1.532             |
| Esparragosa de la Serena  | 1.129             |
| Esparragosa de Lares      | 1.107             |
| Feria                     | 1.435             |
| Fregenal de la Sierra     | 5.295             |
| Fuenlabrada de los Montes | 2.046             |
| Fuente de Cantos          | 5.059             |
| Fuente del Arco           | 776               |
| Fuente del Maestre        | 6.819             |
| Fuentes de León           | 2.718             |
| Gargáligas                | 650               |
| Garbayuela                | 547               |
| Garlitos                  | 774               |
| La Garrovilla             | 2.599             |
| Granja de Torrehermosa    | 2.533             |
| Guareña                   | 7.383             |
| La Haba                   | 1.471             |
| Helechosa de los Montes   | 764               |
| Herrera del Duque         | 3.836             |
| Higuera de la Serena      | 1.208             |
| Higuera de Llerena        | 422               |
| Higuera de Vargas         | 2.194             |
| Higuera la Real           | 2.551             |
| Hinojosa del Valle        | 593               |
| Hornachos                 | 3.832             |
| Jerez de los Caballeros   | 9.613             |
| La Lapa                   | 315               |
| Lobón                     | 2.666             |
| Llera                     | 955               |
| Llerena                   | 5.549             |
| Magacela                  | 666               |
| Maguilla                  | 1.120             |
| Malcocinado               | 533               |
| Malpartida de la Serena   | 765               |
| Manchita                  | 754               |
| Medellín                  | 2.378             |
| Medina de las Torres      | 1.494             |
| Mengabril                 | 450               |
| Mérida                    | 50.780            |
| Mirandilla                | 1.358             |
| Monesterio                | 4.610             |
| Montemolín                | 1.652             |
| Monterrubio de la Serena  | 2.920             |
| Montijo                   | 15.453            |
| La Morera                 | 786               |
| La Nava de Santiago       | 1.146             |
| Navalvillar de Pela       | 4.870             |
| Nogales                   | 756               |
| Oliva de la Frontera      | 5.881             |
| Oliva de Mérida           | 1.963             |
| Olivenza                  | 10.762            |
| Orellana de la Sierra     | 340               |
| Orellana la Vieja         | 3.278             |
| Palomas                   | 726               |
| La Parra                  | 1.416             |
| Peñalsordo                | 1.463             |
| Peraleda del Zaucejo      | 634               |
| Puebla de Alcocer         | 1.414             |
| Puebla de la Calzada      | 5.527             |
| Puebla de la Reina        | 907               |
| Puebla de Obando          | 2.045             |
| Puebla de Sancho Pérez    | 2.891             |
| Puebla del Maestre        | 906               |
| Puebla del Prior          | 565               |
| Pueblonuevo del Guadiana  | 1.987             |
| Quintana de la Serena     | 5.150             |
| Reina                     | 217               |
| Rena                      | 657               |
| Retamal de Llerena        | 528               |
| Ribera del Fresno         | 3.398             |
| Risco                     | 219               |
| La Roca de la Sierra      | 1.590             |
| Salvaleón                 | 2.177             |
| Salvatierra de los Barros | 1.927             |
| San Pedro de Mérida       | 829               |
| San Vicente de Alcántara  | 5.908             |
| Sancti-Spíritus           | 287               |
| Santa Amalia              | 4.398             |
| Santa Marta               | 4.157             |
| Los Santos de Maimona     | 7.899             |
| Segura de León            | 2.297             |
| Siruela                   | 2.391             |
| Solana de los Barros      | 2.750             |
| Talarrubias               | 3.609             |
| Talavera la Real          | 5.255             |
| Táliga                    | 738               |
| Tamurejo                  | 276               |
| Torre de Miguel Sesmero   | 1.274             |
| Torremayor                | 1.044             |
| Torremejía                | 2.091             |
| Trasierra                 | 718               |
| Trujillanos               | 1.379             |
| Usagre                    | 2.072             |
| Valdecaballeros           | 1.384             |
| Valdelacalzada            | 2.599             |
| Valdetorres               | 1.379             |
| Valencia de las Torres    | 811               |
| Valencia del Mombuey      | 793               |
| Valencia del Ventoso      | 2.307             |
| Valverde de Burguillos    | 372               |
| Valverde de Leganés       | 3.804             |
| Valverde de Llerena       | 803               |
| Valverde de Mérida        | 1.138             |
| Valle de la Serena        | 1.532             |
| Valle de Matamoros        | 491               |
| Valle de Santa Ana        | 1.220             |
| Villafranca de los Barros | 12.568            |
| Villagarcía de la Torre   | 1.023             |
| Villagonzalo              | 1.410             |
| Villalba de los Barros    | 1.696             |
| Villanueva de la Serena   | 24.191            |
| Villanueva del Fresno     | 3.497             |
| Villar de Rena            | 1.627             |
| Villar del Rey            | 2.322             |
| Villarta de los Montes    | 645               |
| Zafra                     | 15.373            |
| Zahínos                   | 3.026             |
| Zalamea de la Serena      | 4.554             |
| La Zarza                  | 3.619             |
| Zarza-Capilla             | 483               |